# Абдибеков, Нурмухамбет Канапиевич
Нурмухамбет Канапиевич Абдибеков (каз. Нұрмұхамбет Қанапияұлы Әбдібеков, 21 декабря 1961, Аркалык, Костанайская область, Казахская ССР) — казахстанский государственный и политический деятель, аким Карагандинской области в 2014—2017 годах, кандидат технических наук.

## Биография
Нурмухамбет Канапиевич Абдибеков родился 21 декабря 1961 года в городе Аркалык, Костанайской области.
Окончил Московский горный институт (сейчас — Горный институт НИТУ «МИСиС») в 1984 году. Происходит из племени Кыпшак
Трудовую деятельность начал в 1984 году на Чилисайском фосфоритном руднике, г. Октябрьск, Актюбинской области, работал в должности сменного мастера, начальника участка, горного мастера.
С 1993 по 1995 год работал старшим научным сотрудником лаборатории прогнозирования объёмов комплексного использования минерального сырья Западного отделения Национальной Академии Наук РК, г. Актюбинск.
С 1995 по 1996 год был заместителем директора МЧП «Кайсаржан», г. Актобе.
В 1996 году работал начальником отдела развития топливно-энергетического комплекса и разработки минеральных ресурсов Областного управления промышленности и торговли, г. Актобе.
С 1997 по 1998 год был начальником отдела внешне-экономической политики и инвестиций Областного управления промышленности и торговли, г. Актобе.
С 1998 по 2002 год работал начальником Управления экономики Областного управления промышленности и торговли, г. Актобе.
С 2002 по 2003 год работал директором Департамента экономики Областного управления промышленности и торговли, г. Актобе.
В 2003 году был директором Департамента индустрии торговли и поддержки малого бизнеса по Атырауской области, г. Атырау.
С 2003 по 2007 год работа на должности начальника Главного Управления экономики и поддержки предпринимательства Атырауской области, г. Атырау.
С 2007 по 2009 год — был заместителем председателя правления АО "НК СПК «Батыс», г. Актобе.
В 2009 году — работал директором Департамента стратегии развития космической деятельности Национального космического Агентства РК, г. Астана.
С 2009 по 2010 год был председателем Комитета промышленности Министерства индустрии и торговли РК, г. Астана.
В апреле 2010 года назначен на должность вице-министра индустрии и новых технологий Республики Казахстан.
С 26 июля 2011 года по 17 февраля 2012 года работал на посту акима города Актобе.
С февраля 2012 по 19 июня 2014 года занимал должность первого заместителя акима Актюбинской области.
С 20 июня 2014 года по 14 марта 2017 года занимал должность Акима Карагандинской области.
14 марта 2017 года назначен Председателем Счётного комитета по контролю над исполнением республиканского бюджета.
20 февраля 2018 года освобождён от должности Председателя Счётного комитета по контролю над исполнением республиканского бюджета.

## Зарплата
В августе 2016 года всем акиматам были разосланы запросы с просьбой обнародовать оклады первых руководителей. Заработная плата акима Карагандинской области Нурмухамбета Абдибекова составила 953 260 тенге в месяц.

## Награды
- Орден Парасат (2016)[5]
- Орденом «Курмет» (2006)

Также имеет другие медали.

## Семейное положение
Женат, воспитывает двух сыновей.